# Charissa glaucinaria
Charissa glaucinaria là một loài bướm đêm trong họ Geometridae.

## Hình ảnh

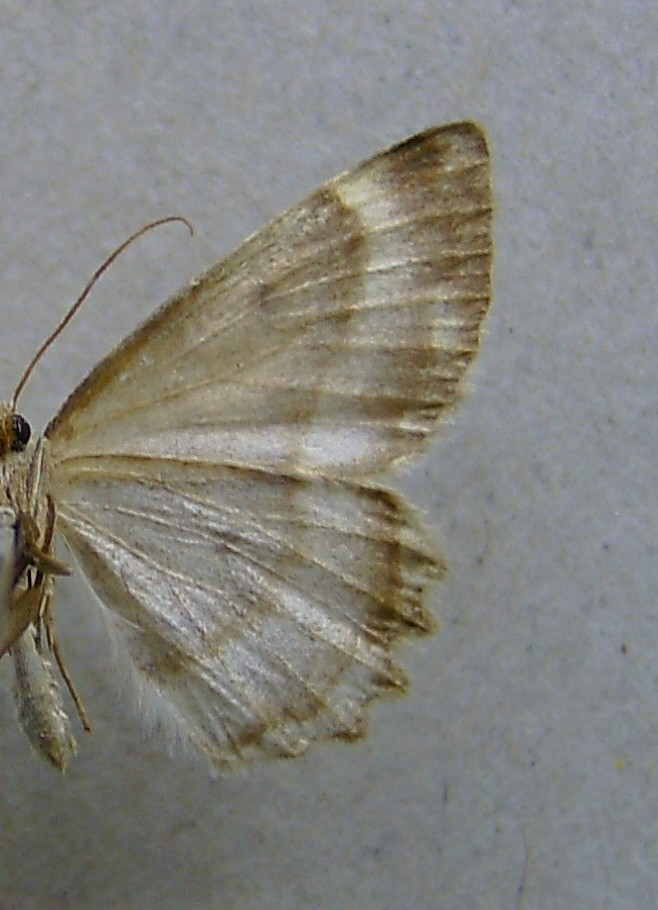